# Пех, Радек
Радек Пех (чеш. Radek Pech; род. 29 ноября 1963, Ческе-Будеёвице, ЧССР) — чешский государственный и политический деятель, дипломат.

## Биография
В 1986 году окончил философский факультет Карлова университета в Праге. В 1994 году — Венскую дипломатическую академию.
В 1986—1992 годах — научный сотрудник Чехословацкая академия наук, работал в Институте истории Центральной и Восточной Европы.
В 1992—1994 годах — референт Департамента анализа и планирования политики МИД Чехии.
В 1994—1996 годах — заместитель директора Департамента анализа и планирования политики МИД Чехии.
В 1996—1997 годах — руководитель 3-го территориального департамента восточной и юго-восточной Европы МИД Чехии.
В 1997—2001 годах — Чрезвычайный и Полномочный Посол Чехии в Финляндии и Эстонии.
В 2001—2002 годах — референт Департамента анализа и планирования политики МИД Чехии.
В 2002—2006 годах — Чрезвычайный и Полномочный Посол Чешской Республики в Румынии и Молдове.
В 2006—2007 годах — Директор Департамента координации и института ЕС МИД Чехии.
В 2007—2009 годах — Директор Департамента общих вопросов ЕС МИД Чехии.
В 2009—2010 годах — руководитель Офиса министра иностранных дел Чехии.
В 2010—2014 годах — Чрезвычайный и Полномочный Посол Чехии в Литве.
В 2014—2017 годах — Директор Департамента стран Северной и Восточной Европы МИД Чехии.
В 2017 году — Заместитель Министра по вопросам Европы МИД Чехии.
В 2017—2023 годах — Чрезвычайный и Полномочный Посол Чехии в Дании.
С 2023 года — Чрезвычайный и Полномочный Посол Чехии на Украине.
Владеет английским, русским, немецким, румынским, французским языками.